# Fyrfläckig trädlöpare
Fyrfläckig trädlöpare (Dromius quadrimaculatus) är en skalbaggsart som först beskrevs av Carl von Linné 1758.  Fyrfläckig trädlöpare ingår i släktet Dromius, och familjen jordlöpare. Arten är reproducerande i Sverige.

## Bildgalleri

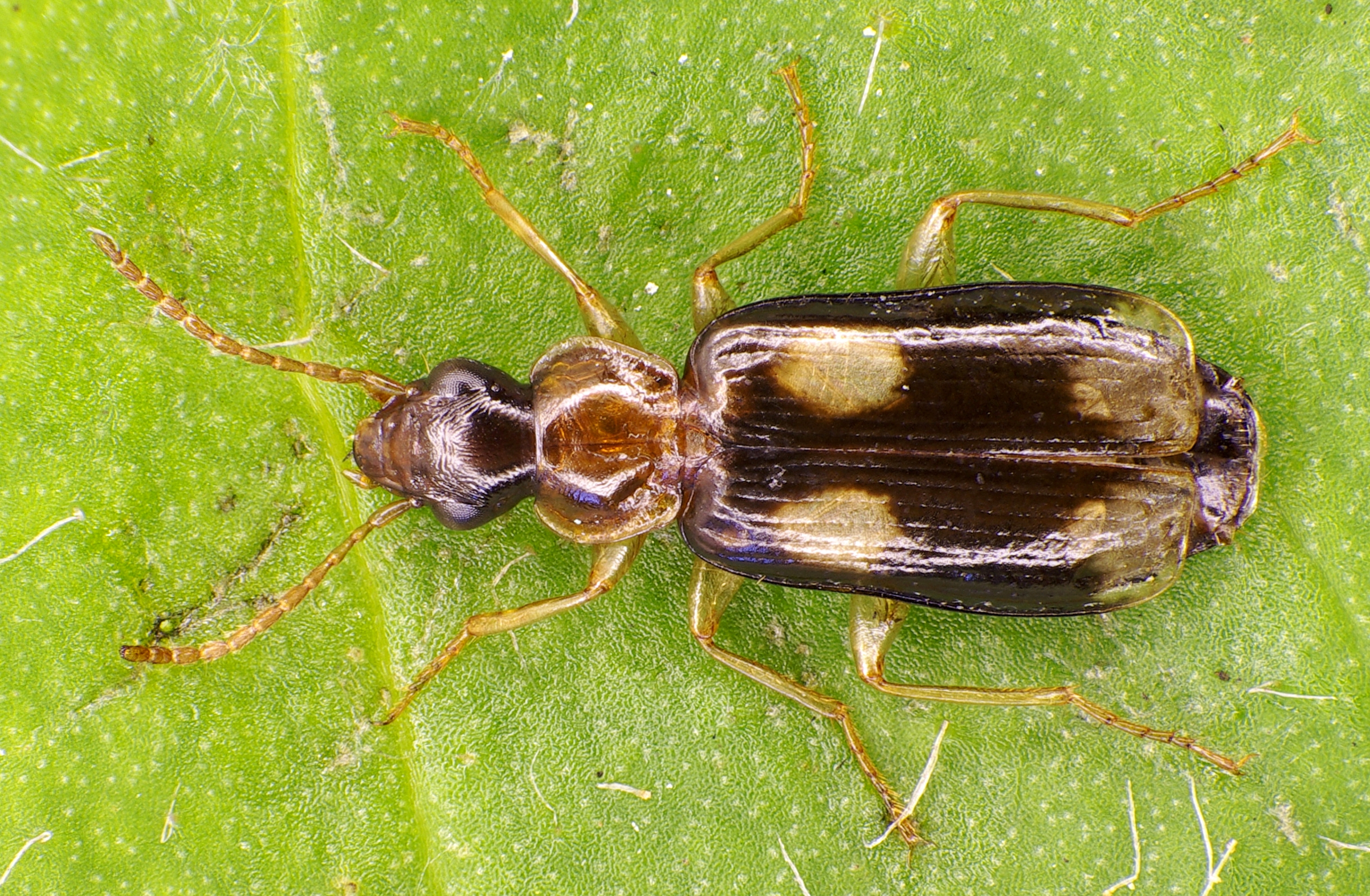
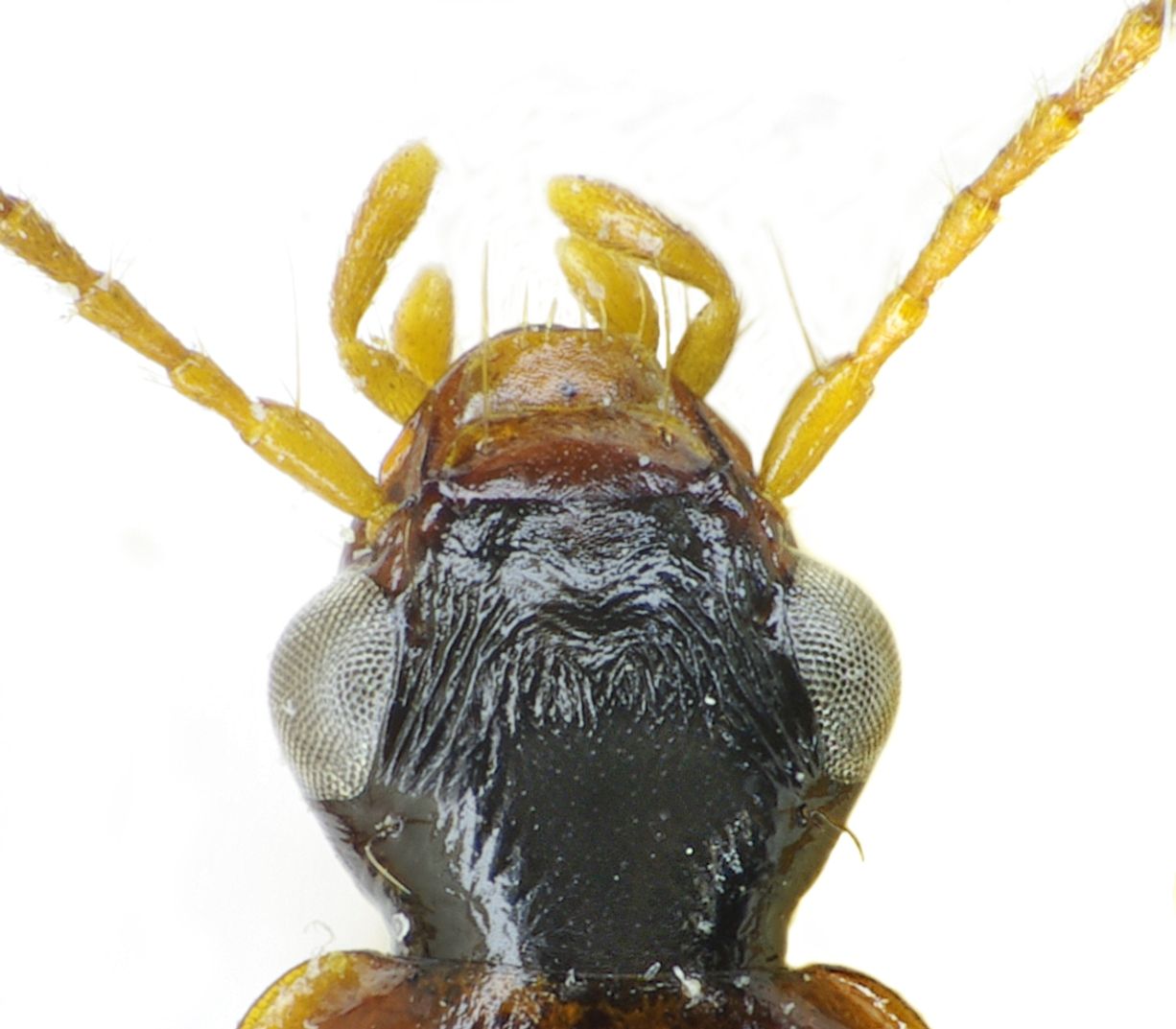
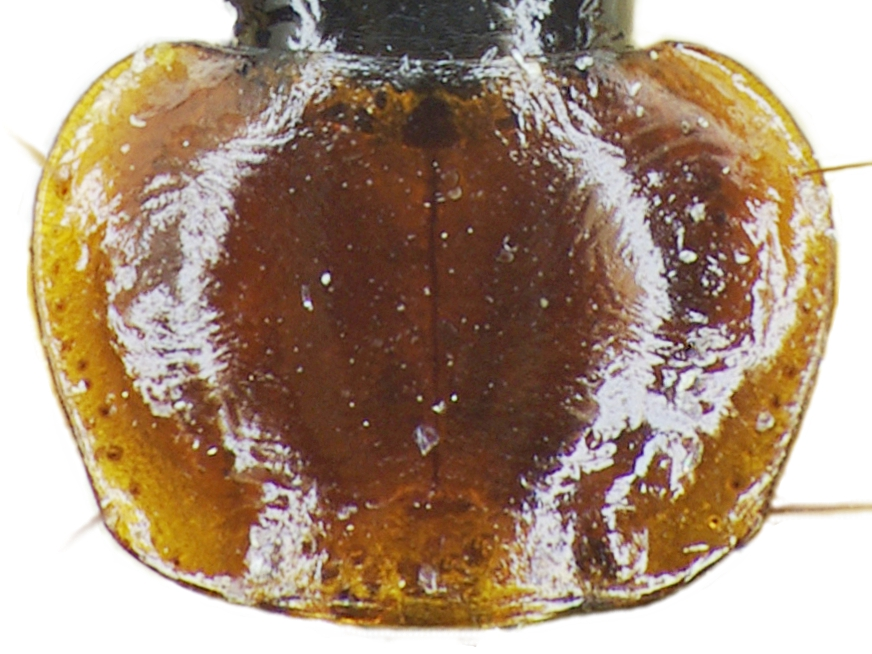
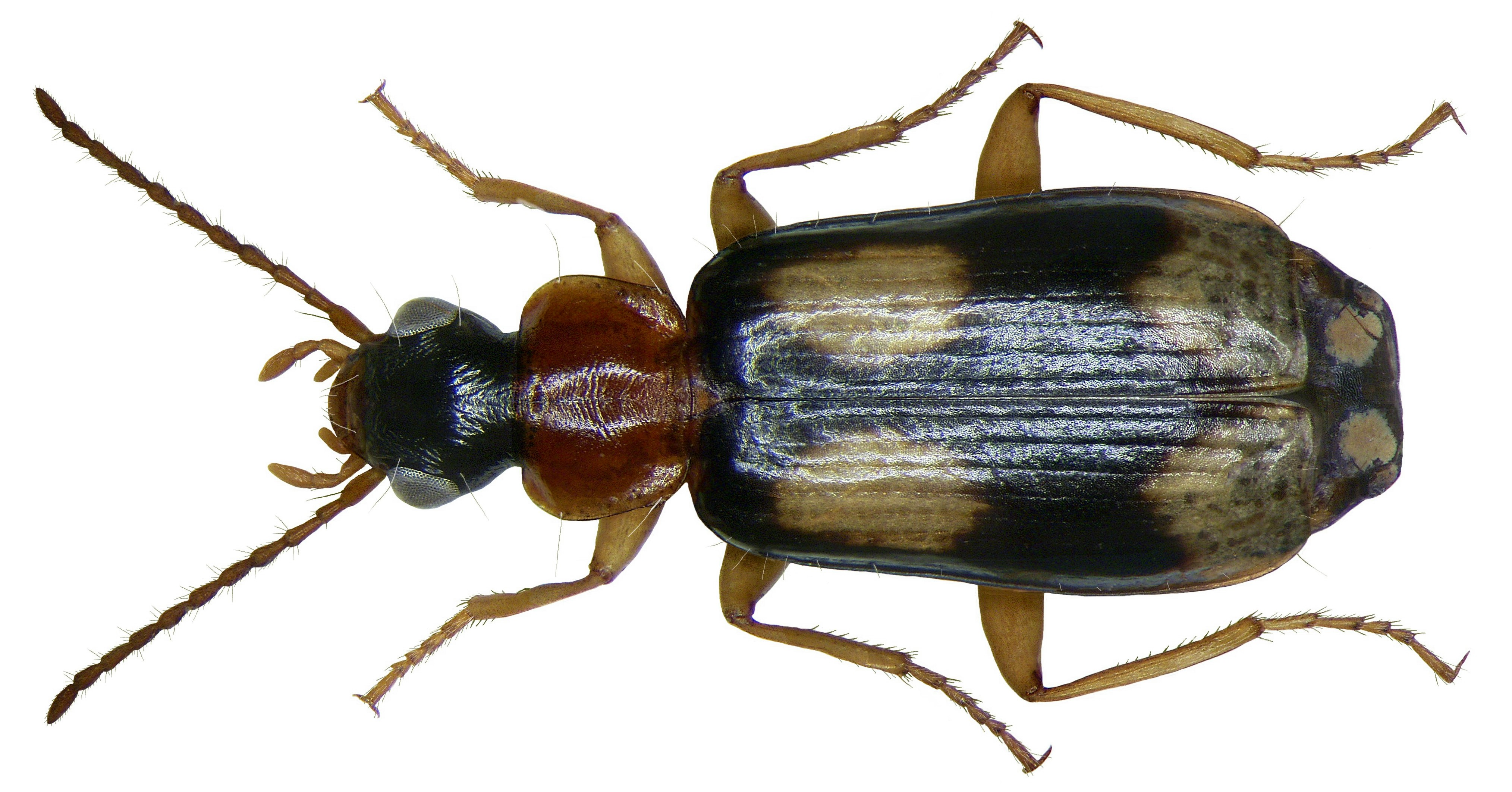